# Lolong (telenovela)
Lolong é uma telenovela filipina produzida e exibida pela GMA Network desde 4 de julho de 2022. É protagonizada por Ruru Madrid.

## Elenco
Elenco principal
- Ruru Madrid como Rolando "Lolong" Candelaria[2]

Elenco de apoio
- Christopher de Leon[3] como governador Armando Banson
- Jean Garcia[4] como Donatella "Dona" Banson
- Shaira Diaz[5] como Elsie Dominguez
- Arra San Agustin[6] como Isabella "Bella" Melendez
- Paul Salas[3] como Martin Candelaria / Martin Banson
- Rochelle Pangilinan[7] como Karina Marabe
- Bembol Roco[3] como Narciso "Narsing" Candelaria
- Malou de Guzman[3] como Isabelita "Isabel" Candelaria
- Mikoy Morales[3] como Victoriano "Bokyo" Dela Cruz
- Ian de Leon[3] como Lucas Morales
- DJ Durano[3] como Alberto "Abet" Dominguez
- Marco Alcaraz[3] como prefeito Marco Mendrano
- Maui Taylor[3] como capitã Dolores Baticusin

Elenco de convidados
- Leandro Baldemor[3] como Raul Candelaria
- Priscilla Almeda[3] como Gloria Candelaria
- Pokwang como Coring
- Sue Prado como Riza dela Torre
- Luke Conde como Benjo Dominguez
- Vin Abrenica como Diego
- Thea Tolentino como Celia
- Alma Concepcion como Ines Candelaria
- Lucho Ayala como Victor
- Rafael Rosell como Father Reyes
- Ryan Eigenmann como Delfin
- Mon Confiado como Luciano

## Exibição
| País/Região      | Emissora     | Data de estréia    | Data de final | Título |
| ---------------- | ------------ | ------------------ | ------------- | ------ |
| Filipinas        | GMA Network  | 4 de julho de 2022 | presente      | Lolong |
| Estados Unidos   | GMA Pinoy TV | julho de 2022      | presente      | Lolong |
| Canadá           | GMA Pinoy TV | julho de 2022      | presente      | Lolong |
| Japão            | GMA Pinoy TV | julho de 2022      | presente      | Lolong |
| Coreia do Sul    | GMA Pinoy TV | julho de 2022      | presente      | Lolong |
| Taiwan           | GMA Pinoy TV | julho de 2022      | presente      | Lolong |
| Hong Kong        | GMA Pinoy TV | julho de 2022      | presente      | Lolong |
| Malásia          | GMA Pinoy TV | julho de 2022      | presente      | Lolong |
| Indonésia        | GMA Pinoy TV | julho de 2022      | presente      | Lolong |
| Singapura        | GMA Pinoy TV | julho de 2022      | presente      | Lolong |
| Papua-Nova Guiné | GMA Pinoy TV | julho de 2022      | presente      | Lolong |
| Austrália        | GMA Pinoy TV | julho de 2022      | presente      | Lolong |
| Nova Zelândia    | GMA Pinoy TV | julho de 2022      | presente      | Lolong |
| Europa           | GMA Pinoy TV | julho de 2022      | presente      | Lolong |
| Médio Oriente    | GMA Pinoy TV | julho de 2022      | presente      | Lolong |